# Président de la république de l'Équateur
Le président de la république de l'Équateur (en espagnol : Presidente de la República del Ecuador) est le chef d'État et le chef de gouvernement de l'Équateur. Il assure le pouvoir exécutif et est secondé par un vice-président. Il est également le commandant en chef des forces armées équatoriennes. Le poste est créé lors de l'indépendance du pays, en 1830.
Le titulaire actuel est Daniel Noboa depuis le 23 novembre 2023.

## Système électoral
Le président de la République est élu en même temps que le vice-président pour un mandat de quatre ans par le biais d'une version modifiée du scrutin uninominal majoritaire à deux tours. Si aucun candidat ne remporte la majorité absolue des suffrages exprimés lors du premier tour, ou plus de 40 % des voix avec au moins dix points d'avance sur celui arrivé en deuxième position, un second tour est organisé dans les quarante cinq jours entre les deux candidats arrivés en tête. Est alors élu celui qui reçoit le plus grand nombre de suffrages,. 
Le président est par ailleurs limité à un maximum de deux mandats consécutifs.
Tout candidat à la présidence ou à la vice-présidence doit obligatoirement posséder la nationalité équatorienne de naissance, être âgé d'au moins 32 ans au moment du dépôt de sa candidature, disposer pleinement de ses droits civiques et ne pas être sujet à l'une des interdictions établies dans la Constitution. Cette dernière impose également la parité des binômes, un candidat à la présidence ne pouvant avoir pour colistier qu'une personne de sexe opposé,.

## Rôle

### Fonctions fondamentales
Ses fonctions les plus fondamentales sont énumérées dans la constitution du pays à l'article 147 :  
1. Respecter et appliquer la constitution, les lois, les traités internationaux et les autres normes juridiques dans le cadre de sa compétence ;
2. Présenter lors de sa possession à l'Assemblée nationale les orientations fondamentales des politiques et actions qu'il développera au cours de son mandat ;
3. Définir et diriger les politiques publiques du pouvoir exécutif ;
4. Présenter au Conseil national de planification la proposition de plan national de développement ;
5. Diriger l'administration publique de manière décentralisée et édicter les décrets nécessaires à son intégration, son organisation, sa régulation et son contrôle ;
6. Créer, modifier et éliminer les ministères, les entités et les instances de coordination ;
7. Présenter annuellement à l'Assemblée nationale, le rapport sur la réalisation du Plan national de développement et les objectifs que le gouvernement entend atteindre au cours de l'année suivante ;
8. Envoyer le formulaire du budget général de l'État à l'Assemblée nationale pour approbation ;
9. Nommer et révoquer les ministres d'État et autres fonctionnaires dont la nomination lui correspond ;
10. Définir la politique étrangère, signer et ratifier les traités internationaux, nommer et révoquer les ambassadeurs et chefs de mission ;
11. Participer à l'initiative législative au processus de formation des lois ;
12. Sanctionner les projets de loi approuvés par l'Assemblée nationale et ordonner leur promulgation ;
13. Émettre les règlements nécessaires à l'application des lois, sans les enfreindre ni les modifier, ainsi que ceux qui sont appropriés pour le bon fonctionnement de l'administration ;
14. Convoquer une consultation populaire dans les cas et selon les exigences énoncés dans la Constitution ;
15. Convoquer l'Assemblée nationale à des périodes de sessions extraordinaires, avec détermination de questions spécifiques ;
16. Exercer la plus haute autorité des forces armées et de la police nationale et désigner les membres du haut commandement militaire et de police ;
17. Assurer le maintien de la souveraineté, l'indépendance de l'État, l'ordre intérieur et la sécurité publique, et exercer la direction de la défense nationale ;
18. Pardonner, réduire ou commuer les peines, conformément à la loi.

### Autres fonctions
En tant que chef de gouvernement, il forme son cabinet ministériel à sa guise. 
Le président peut également dissoudre l'Assemblée nationale, selon l'article 148 de la Constitution, lors de cas d'excès de compétence ou lorsqu'elle fait obstacle de manière répétée au plan de développement national établi par la présidence. Cependant, cette procédure dite de la « mort croisée » (en espagnol, « muerte cruzada ») impose au président de mettre également fin à son propre mandat par la convocation d'élections législatives et présidentielle anticipées. Il ne peut recourir à cette procédure qu'une seule fois, dans les trois premières années de son mandat. Le décret présidentiel de dissolution est suivi dans les sept jours par la convocation des élections à une date conjointe par le Conseil électoral national (CNE). Comme toutes élections anticipées en Équateur, ces dernières doivent être organisées dans les 90 jours. Cette procédure n'a été utilisé qu'une fois par Guillermo Lasso lors de la crise politique de 2023,. Si le président sortant ainsi que les députés de la législature sortante sont rééligibles, ces élections ne visent cependant à les remplacer que pour la durée restante seulement du mandat de quatre ans en cours au moment de la dissolution,.
Le président jouit également de quelques fonctions législatives. Par exemple, il est le seul qui peut présenter des projets de loi créant, modifiant ou supprimant les impôts, augmentant les dépenses publiques ou modifiant la division politico-administrative du pays. Il peut également soumettre à l'Assemblée nationale des projets de loi urgents en matière économique qui doivent être approuvés, modifiés ou refusés dans un délai de 30 jours par celle-ci. 
Dans un État constitutionnellement déclaré exempt de cultures et de semences transgéniques, il est le seul à pouvoir justifier l'introduction de telles cultures ou semences à titre exceptionnel.  